# Dedi I al Saxoniei răsăritene
Dedi I sau Dedo I (n. 1010 – d. octombrie 1075), aparținând Casei de Wettin, a fost margraf al Saxoniei răsăritene (numită și Marca de Luzacia) din 1046 și pretendent al titlului de margraf de Meissen din 1069.

## Biografie
Dedi era cel de al doilea fiu al lui Dietrich al II-lea de Wettin și al soției sale, Matilda, fiica margrafului Eckard I de Meissen.
Dedi a moștenit Saxonia răsăriteană de la Odo al II-lea, ultimul membru al dinastiei precedente. Acesta nu avea urmași direcți, iar Dedi I se căsătorise cu Oda, sora acestuia (d. înainte de 1068). Oda era văduva lui Wilhelm al III-lea de Weimar și mama lui Wilhelm de Meissen și a lui Otto I de Meissen, succesiv margrafi de Meissen.
Fiul său vitreg, Otto, a murit în 1067 iar Marca de Meissen a fost preluată de Ekbert I. Dedi s-a căsătorit în 1069 cu Adela de Louvain, văduva lui Otto, și a pretins Marca de Meissen în numele soției sale. Dedi a devenit contestatarul prerogativelor regale în Maca de Meissen. De partea sa a fost contele Adalbert al II-lea de Ballenstedt care a prădat Mănăstirea din Nienburg, o ctitorie a familiei primei soții a lui Dedi. Adela de Louvain l-a sprijinit pe soțul său cu atâta ardoare, încât Lambert de Hersfeld a numit-o saevissima uxor („o soție crudă”). Adalbert de Bremen, unul dintre regenții tânărului rege Henric al IV-lea, a reușit să reziste în fața rebelilor din Turingia menținând pacea în Turingia și Meissen. Dedi s-a mulțumit cu stăpânirea Luzaciei unde a fost succedat de fiul său mai mare, Dedi al II-lea.

## Căsătorii și descendenți
Dedi s-a căsătorit prima dată cu Oda, văduva lui Wilhelm al III-lea de Weimar și fiica lui Thietmar, margraf de Luzacia (1015 – 1030). Din această căsătorie au rezultat trei copii:
- Dedi (d. 1069), margraf de Luzacia sub numele Dedi al II-lea;
- Adelaida, căsătorită cu Ernest, margraf al Austriei;
- Agnes, căsătorită cu un conte saxon, Friedrich.

Dedi s-a căsătorit cu în 1068 cu Adela, o nepoată a lui Lambert I de Louvain și văduvă al margrafului Otto I de Meissen. Acesta era fiul primei soții a lui Dedi,Oda, din prima ei căsătorie cu Wilhelm al III-lea de Weimar. Copiii lor au fost:
- Henric (d. 1103), margraf de Meissen și Luzacia, căsătorit cu Gertruda de Braunschweig, fiica margrafului Ekbert I de Meissen;
- Conrad, a murit probabil în timpul unei lupte cu venzii.